# 2010–2011 a magyar labdarúgásban
| 2010–2011 a magyar labdarúgásban                           | 2010–2011 a magyar labdarúgásban |
| ---------------------------------------------------------- | -------------------------------- |
| Monicomp Liga bajnoka                                      |                                  |
| Videoton                                                   |                                  |
| Ness Hungary NB II bajnokai                                |                                  |
| Diósgyőri VTK (Keleti-csoport) Pécsi MFC (Nyugati-csoport) |                                  |
| Magyar Kupa győztese                                       |                                  |
| Kecskeméti TE                                              |                                  |
| Ligakupa győztese                                          |                                  |
| Paks                                                       |                                  |
| Szuperkupa győztese                                        |                                  |
| Debreceni VSC                                              |                                  |
| Csapatok Európában                                         |                                  |
| Debreceni VSC, Videoton, Győri ETO, Zalaegerszegi TE       |                                  |
| Válogatott                                                 |                                  |
| Eb-selejtezők                                              |                                  |

A magyar labdarúgás 2010–2011-es szezonja 2010. július 1-jén kezdődött, nemzetközi kupamérkőzésekkel. A Monicomp Liga első mérkőzése július 30-án volt, az utolsóra 2011. május 22-én került sor. A válogatott augusztus 11-én, egy Anglia elleni barátságos találkozóval mutatkozott be az új idényben.

## Válogatott

### Eb-selejtezők
| \| Csapat \| M \| Gy \| D \| V \| G+ \| G– \| Gk \| P \| \| ------------ \| - \| -- \| - \| - \| -- \| -- \| --- \| -- \| \| Hollandia \| 6 \| 6 \| 0 \| 0 \| 21 \| 5 \| +16 \| 18 \| \| Svédország \| 6 \| 5 \| 0 \| 1 \| 20 \| 6 \| +14 \| 15 \| \| Magyarország \| 7 \| 4 \| 0 \| 3 \| 18 \| 13 \| +5 \| 12 \| \| Moldova \| 6 \| 2 \| 0 \| 4 \| 7 \| 9 \| –2 \| 6 \| \| Finnország \| 6 \| 2 \| 0 \| 4 \| 11 \| 11 \| 0 \| 6 \| \| San Marino \| 7 \| 0 \| 0 \| 7 \| 0 \| 33 \| –33 \| 0 \| |   |    |   |   |    |    |     |    |
| Csapat | M | Gy | D | V | G+ | G– | Gk  | P  |
| Hollandia | 6 | 6  | 0 | 0 | 21 | 5  | +16 | 18 |
| Svédország | 6 | 5  | 0 | 1 | 20 | 6  | +14 | 15 |
| Magyarország | 7 | 4  | 0 | 3 | 18 | 13 | +5  | 12 |
| Moldova | 6 | 2  | 0 | 4 | 7  | 9  | –2  | 6  |
| Finnország | 6 | 2  | 0 | 4 | 11 | 11 | 0   | 6  |
| San Marino | 7 | 0  | 0 | 7 | 0  | 33 | –33 | 0  |

| 2010. szeptember 3. 20:00 |

| Svédország        | 2–0                         | Magyarország                                   |
| ----------------- | --------------------------- | ---------------------------------------------- |
| Wernbloom 51' 73' | (0–0) Jegyzőkönyv Részletek | Lipták 66' Király 87' Laczkó 90+1' Lázár 90+3' |

| Råsunda Stadion, Stockholm Nézőszám: 32 300 Játékvezető: Martin Atkinson (angol) |

| 2010. szeptember 7. 20:30 (UTC+2) |

| Magyarország                              | 2–1                         | Moldova                |
| ----------------------------------------- | --------------------------- | ---------------------- |
| Rudolf 50' Koman 66' Lipták 11' Lázár 33' | (0–0) Jegyzőkönyv Részletek | Suvorov 79' Frunza 28' |

| Szusza Ferenc Stadion, Budapest Nézőszám: 9 209 Játékvezető: Libor Kovařík (cseh) |

| 2010. október 8. 19:00 (UTC+2) |

| Magyarország                                                                    | 8–0                         | San Marino                              |
| ------------------------------------------------------------------------------- | --------------------------- | --------------------------------------- |
| Rudolf 11' 25' Szalai 18' 27' 48' Koman 60' Dzsudzsák 89' Gera 90+3' (11-esből) | (4–0) Jegyzőkönyv Részletek | Della Valle 43' C. Valentini 38′, 90+2′ |

| Puskás Ferenc Stadion, Budapest Nézőszám: 10 596 Játékvezető: Hannes Kaasik (észt) |

| 2010. október 12. 18:30 (UTC+3) |

| Finnország                | 1–2                         | Magyarország                                   |
| ------------------------- | --------------------------- | ---------------------------------------------- |
| Forssell 86' Väyrynen 41' | (0–0) Jegyzőkönyv Részletek | Szalai 50' Dzsudzsák 90+4' Lipták 37' Elek 88' |

| Olimpiai Stadion, Helsinki Nézőszám: 15 000 Játékvezető: Alan Kelly (ír) |

| 2011. március 25. 20:30 (UTC+1) |

| Magyarország                              | 0–4                         | Hollandia                                                 |
| ----------------------------------------- | --------------------------- | --------------------------------------------------------- |
| Koman 44' Elek 59' Vanczák 61' Lipták 67' | (0–2) Jegyzőkönyv Részletek | van der Vaart 8' Afellay 45' Kuijt 54' van Persie 62' 18' |

| Puskás Ferenc Stadion, Budapest Nézőszám: 27 000 Játékvezető: Carlos Velasco Carballo (spanyol) |

| 2011. március 29. 20:30 (UTC+1) |

| Hollandia                                                    | 5–3                         | Magyarország                                            |
| ------------------------------------------------------------ | --------------------------- | ------------------------------------------------------- |
| van Persie 13' Sneijder 61' van Nistelrooy 73' Kuijt 78' 81' | (1–0) Jegyzőkönyv Részletek | Rudolf 46' Gera 50' 75' Lázár 23' Pintér 39' Juhász 59' |

| Amsterdam ArenA, Amszterdam Nézőszám: 52 960 Játékvezető: Svein Oddvar Moen (norvég) |

| 2011. június 7. 20:30 (UTC+1) |

| San Marino                                  | 0–3                         | Magyarország                                            |
| ------------------------------------------- | --------------------------- | ------------------------------------------------------- |
| Cervellini 29' Della Valle 73' Berretti 75' | (0–1) Jegyzőkönyv Részletek | Lipták 40' Szabics 49' Koman 83' Juhász 17' Vanczák 64' |

| Olimpiai Stadion, Serravalle Nézőszám: 1 000 Játékvezető: Pavle Radovanović (montenegrói) |

### Barátságos mérkőzések
| 2010. augusztus 11. 20:00, UTC (21:00, CEST) |

| Anglia          | 2–1                         | Magyarország         |
| --------------- | --------------------------- | -------------------- |
| Gerrard 69' 73' | (0–0) Jegyzőkönyv Részletek | Jagielka 62' (öngól) |

| Wembley Stadion, London Nézőszám: 72 024 Játékvezető: Stéphane Lannoy (francia) |

| 2010. november 17. 18:00 (UTC+1) |

| Magyarország                       | 2–0                         | Litvánia                       |
| ---------------------------------- | --------------------------- | ------------------------------ |
| Priskin 61' Dzsudzsák 80' Elek 34' | (0–0) Jegyzőkönyv Részletek | Klimavičius 29' Pilibaitis 41' |

| Sóstói Stadion, Székesfehérvár Nézőszám: 4 146 Játékvezető: Bas Nijhuis (holland) |

| 2011. február 9. 21:00 (UTC+4) 18:00 (UTC+1) |

| Azerbajdzsán | 0–2                         | Magyarország                                          |
| ------------ | --------------------------- | ----------------------------------------------------- |
| İsayev 80'   | (0–1) Jegyzőkönyv Részletek | Rudolf 37' Hajnal 81' Priskin 23' Juhász 66' Gera 79' |

| Dubaj Nézőszám: 1 000 Játékvezető: Ali Al-Badwawi (Egyesült arab emírségekbeli) |

| 2011. június 3. 20:15 (UTC+1) |

| Luxemburg  | 0–1                         | Magyarország                                 |
| ---------- | --------------------------- | -------------------------------------------- |
| Peters 78' | (0–0) Jegyzőkönyv Részletek | Szabics 53' Laczkó 23' Hajnal 45' Juhász 78' |

| Stade Josy Barthel, Luxembourg Nézőszám: 800 Játékvezető: Þorvaldur Árnason (izlandi) |

## Bajnoki tabellák

### Monicomp Liga
| #   | Csapat               | M  | GY | D  | V  | G+ – G– | GK  | P                                                      | Megjegyzések                                   |
| --- | -------------------- | -- | -- | -- | -- | ------- | --- | ------------------------------------------------------ | ---------------------------------------------- |
| 1.  | Videoton             | 30 | 18 | 7  | 5  | 59–29   | +30 | 61                                                     | 2011–2012-es Bajnokok Ligája – 2. selejtezőkör |
| 2.  | Paks                 | 30 | 17 | 5  | 8  | 54–38   | +16 | 56                                                     | 2011–2012-es Európa-liga – 1. selejtezőkör     |
| 3.  | Ferencváros          | 30 | 15 | 5  | 10 | 50–43   | +7  | 50                                                     | 2011–2012-es Európa-liga – 1. selejtezőkör     |
| 4.  | Zalaegerszegi TE     | 30 | 14 | 6  | 10 | 51–47   | +4  | 48 \|rowspan="8" style="background-color: #fafafa;" \| |                                                |
| 5.  | Debreceni VSC        | 30 | 12 | 10 | 8  | 53–43   | +10 | 46                                                     |                                                |
| 6.  | Újpest               | 30 | 13 | 6  | 11 | 50–38   | +12 | 45                                                     |                                                |
| 7.  | Kaposvári Rákóczi    | 30 | 13 | 4  | 13 | 41–42   | −1  | 43                                                     |                                                |
| 8.  | Szombathelyi Haladás | 30 | 11 | 8  | 11 | 42–36   | +6  | 41                                                     |                                                |
| 9.  | Győri ETO            | 30 | 10 | 11 | 9  | 40–35   | +5  | 41                                                     |                                                |
| 10. | Budapest Honvéd      | 30 | 11 | 7  | 12 | 36–39   | −3  | 40                                                     |                                                |
| 11. | Vasas                | 30 | 11 | 7  | 12 | 34–46   | −12 | 40                                                     |                                                |
| 12. | Kecskeméti TE        | 30 | 11 | 3  | 16 | 51–56   | −5  | 36                                                     | 2011–2012-es Európa-liga – 2. selejtezőkör     |
| 13. | Lombard Pápa         | 30 | 10 | 5  | 15 | 39–52   | −13 | 35 \|rowspan="2" style="background-color: #fafafa;" \| |                                                |
| 14. | BFC Siófok           | 30 | 8  | 10 | 12 | 29–41   | −12 | 34                                                     |                                                |
| 15. | MTK Budapest         | 30 | 8  | 6  | 16 | 35–49   | −14 | 30                                                     | NB II                                          |
| 16. | Szolnoki MÁV         | 30 | 5  | 6  | 19 | 26–56   | −30 | 21                                                     | NB II                                          |

Forrás: MLSZ adatbank 
A rangsorolás alapszabályai: 1. összpontszám, 2. győzelmek száma, 3. gólkülönbség, 4. szerzett gólok száma, 5. egymás elleni eredmények összpontszáma,  6. egymás elleni eredmények gólkülönbsége, 7. egymás elleni eredmények szerzett góljainak száma, 8. egymás elleni eredmények idegenben szerzett góljainak száma.
(B): Bajnokcsapat, (K): Kieső csapat, (F): Feljutó csapat, (I): Kupainduló, (R): A rájátszás győztese, (KGY): Kupagyőztes

### Ness Hungary NB II

#### Keleti-csoport
| #   | Csapat                | M  | GY | D  | V  | G+ – G– | GK  | P  | Megjegyzések |
| --- | --------------------- | -- | -- | -- | -- | ------- | --- | -- | ------------ |
| 1.  | Diósgyőri VTK         | 30 | 22 | 2  | 6  | 66–23   | +43 | 68 | NB I         |
| 2.  | Mezőkövesd-Zsóry      | 30 | 19 | 5  | 6  | 48–20   | +28 | 62 |              |
| 3.  | Nyíregyháza Spartacus | 30 | 18 | 6  | 6  | 66–23   | +43 | 60 |              |
| 4.  | Dunakanyar-Vác        | 30 | 18 | 6  | 6  | 47–27   | +20 | 60 |              |
| 5.  | MTK Budapest II       | 30 | 16 | 7  | 7  | 48–34   | +14 | 55 |              |
| 6.  | Békéscsaba 1912 Előre | 30 | 11 | 10 | 9  | 45–40   | +5  | 43 |              |
| 7.  | Vecsés                | 30 | 10 | 8  | 12 | 36–37   | −1  | 38 |              |
| 8.  | DVSC-DEAC             | 30 | 10 | 7  | 13 | 37–45   | −8  | 37 |              |
| 9.  | Újpest II             | 30 | 9  | 8  | 13 | 43–58   | −15 | 35 |              |
| 10. | REAC                  | 30 | 9  | 6  | 15 | 30–38   | −8  | 33 |              |
| 11. | Kazincbarcika         | 30 | 8  | 8  | 14 | 37–60   | −23 | 31 |              |
| 12. | Ceglédi VSE           | 30 | 8  | 6  | 16 | 46–61   | −15 | 30 |              |
| 13. | Makó                  | 30 | 8  | 6  | 16 | 30–54   | −24 | 30 |              |
| 14. | Hajdúböszörményi TE   | 30 | 7  | 9  | 14 | 29–42   | −13 | 30 |              |
| 15. | Orosháza              | 30 | 7  | 9  | 14 | 32–52   | −20 | 30 | NB III       |
| 16. | Bőcs KSC              | 30 | 5  | 7  | 18 | 27–53   | −26 | 22 | NB III       |

Forrás: MLSZ adatbank 
A rangsorolás alapszabályai: 1. összpontszám, 2. győzelmek száma, 3. gólkülönbség, 4. szerzett gólok száma, 5. egymás elleni eredmények összpontszáma,  6. egymás elleni eredmények gólkülönbsége, 7. egymás elleni eredmények szerzett góljainak száma, 8. egymás elleni eredmények idegenben szerzett góljainak száma.
A Kazincbarcikától egy pontot levontak.
(B): Bajnokcsapat, (K): Kieső csapat, (F): Feljutó csapat, (I): Kupainduló, (R): A rájátszás győztese, (KGY): Kupagyőztes

#### Nyugati-csoport
| #   | Csapat                   | M  | GY | D | V  | G+ – G– | GK  | P  | Megjegyzések |
| --- | ------------------------ | -- | -- | - | -- | ------- | --- | -- | ------------ |
| 1.  | Pécsi MFC                | 30 | 21 | 3 | 6  | 55–17   | +38 | 66 | NB I         |
| 2.  | Gyirmót                  | 30 | 19 | 6 | 5  | 62–29   | +33 | 63 |              |
| 3.  | Videoton-Puskás Akadémia | 30 | 18 | 4 | 8  | 58–32   | +26 | 58 |              |
| 4.  | Bajai LSE                | 30 | 17 | 3 | 10 | 51–38   | +13 | 54 |              |
| 5.  | BKV Előre                | 30 | 13 | 9 | 8  | 38–37   | +1  | 48 |              |
| 6.  | Ajka                     | 30 | 13 | 7 | 10 | 47–35   | +12 | 46 |              |
| 7.  | Tatabánya                | 30 | 13 | 7 | 10 | 47–39   | +8  | 46 |              |
| 8.  | Kozármisleny             | 30 | 13 | 6 | 11 | 41–37   | +4  | 45 |              |
| 9.  | Győri ETO II             | 30 | 13 | 3 | 14 | 42–47   | −5  | 42 |              |
| 10. | Szigetszentmiklós        | 30 | 12 | 6 | 12 | 45–40   | +5  | 42 |              |
| 11. | Budaörs                  | 30 | 11 | 8 | 11 | 42–41   | +1  | 41 |              |
| 12. | Ferencváros II           | 30 | 10 | 4 | 16 | 36–35   | +1  | 34 |              |
| 13. | Barcs                    | 30 | 9  | 6 | 15 | 35–61   | −26 | 33 |              |
| 14. | Veszprém                 | 30 | 10 | 0 | 20 | 33–54   | −21 | 30 |              |
| 15. | Honvéd-MFA               | 30 | 4  | 6 | 20 | 24–57   | −33 | 18 |              |
| 16. | Kaposvölgye VSC          | 30 | 4  | 2 | 24 | 21–78   | −57 | 14 | NB III       |

Forrás: MLSZ adatbank 
A rangsorolás alapszabályai: 1. összpontszám, 2. győzelmek száma, 3. gólkülönbség, 4. szerzett gólok száma, 5. egymás elleni eredmények összpontszáma,  6. egymás elleni eredmények gólkülönbsége, 7. egymás elleni eredmények szerzett góljainak száma, 8. egymás elleni eredmények idegenben szerzett góljainak száma.
(B): Bajnokcsapat, (K): Kieső csapat, (F): Feljutó csapat, (I): Kupainduló, (R): A rájátszás győztese, (KGY): Kupagyőztes

## Magyar Kupa
| Hazai csapat               | Össz.                      | Vendég csapat              | 1. mérk.                   | 2. mérk.                   |
| 5. forduló – Nyolcaddöntők | 5. forduló – Nyolcaddöntők | 5. forduló – Nyolcaddöntők | 5. forduló – Nyolcaddöntők | 5. forduló – Nyolcaddöntők |
| -------------------------- | -------------------------- | -------------------------- | -------------------------- | -------------------------- |
| Eger                       | 0–10                       | Budapest Honvéd            | 0–3                        | 0–7                        |
| MTK Budapest               | 1–1 (i.g.)                 | Győri ETO                  | 0–0                        | 1–1                        |
| Lombard Pápa               | 2–6                        | Újpest                     | 1–3                        | 1–3                        |
| Videoton                   | 6–1                        | Szombathelyi Haladás       | 3–0                        | 3–1                        |
| Vasas                      | 0–9                        | Zalaegerszegi TE           | 0–6                        | 0–3                        |
| Debreceni VSC              | 1–6                        | Kecskeméti TE              | 0–3                        | 1–3                        |
| BFC Siófok                 | 4–3                        | Ferencváros                | 3–1                        | 1–2                        |
| Kaposvári Rákóczi          | 2–0                        | Paks                       | 1–0                        | 1–0                        |
| 6. forduló – Negyeddöntők  |                            |                            |                            |                            |
| MTK Budapest               | 1–2                        | Zalaegerszegi TE           | 0–0                        | 1–2                        |
| Újpest                     | 4–5                        | Kaposvári Rákóczi          | 2–3                        | 2–2                        |
| Kecskeméti TE              | 6–2                        | BFC Siófok                 | 5–1                        | 1–1                        |
| Budapest Honvéd            | 1–5                        | Videoton                   | 1–1                        | 0–4                        |
| 7. forduló – Elődöntők     |                            |                            |                            |                            |
| Kecskeméti TE              | 5–1                        | Zalaegerszegi TE           | 5–1                        | 0–0                        |
| Kaposvári Rákóczi          | 0–5                        | Videoton                   | 0–1                        | 0–4                        |
| 8. forduló – Döntő         |                            |                            |                            |                            |
| Kecskeméti TE              | 3–2                        | Videoton                   |                            |                            |

## Ligakupa
| Hazai csapat         | Össz.        | Vendég csapat        | 1. mérk.     | 2. mérk.     |
| Negyeddöntők         | Negyeddöntők | Negyeddöntők         | Negyeddöntők | Negyeddöntők |
| -------------------- | ------------ | -------------------- | ------------ | ------------ |
| Zalaegerszegi TE     | 4–2          | BFC Siófok           | 0–2          | 4–0          |
| Debreceni VSC        | 2–1          | Kecskeméti TE        | 2–0          | 0–1          |
| Győri ETO            | 2–3          | Szombathelyi Haladás | 1–2          | 1–1          |
| Videoton             | 1–1 (i.g.)   | Paks                 | 1–1          | 0–0          |
| Elődöntők            |              |                      |              |              |
| Zalaegerszegi TE     | 2–4          | Paks                 | 1–2          | 1–2          |
| Szombathelyi Haladás | 0–2          | Debreceni VSC        | 0–2          | 0–0          |
| Döntő                |              |                      |              |              |
| Debreceni VSC        | 2–4          | Paks                 | 2–1          | 0–3          |

## Szuperkupa
| 2010. július 7. 18:00 |

| Debreceni VSC         | 1–0                         | Videoton               |
| --------------------- | --------------------------- | ---------------------- |
| Szakály 66' Fodor 59' | (0–0) Jegyzőkönyv Részletek | Horváth 49' Lipták 88' |

| Oláh Gábor utcai stadion, Debrecen Nézőszám: 1 000 Játékvezető: Szabó Zsolt (magyar) |

## Magyar csapatok európaikupa-szereplése

### Összegzés
| Csapat           | Bajnokság            | Végső eredmény                |
| ---------------- | -------------------- | ----------------------------- |
| Debreceni VSC    | UEFA-bajnokok ligája | Európa-liga – csoportkör      |
| Videoton         | Európa-liga          | Európa-liga – 2. selejtezőkör |
| Győri ETO        | Európa-liga          | Európa-liga – Rájátszás       |
| Zalaegerszegi TE | Európa-liga          | Európa-liga – 1. selejtezőkör |

### Debreceni VSC
| Dátum                                  | Stadion                                | Ellenfél                               | Eredmény                               | A DVSC gólszerzői                      |
| UEFA-bajnokok ligája – 2. selejtezőkör | UEFA-bajnokok ligája – 2. selejtezőkör | UEFA-bajnokok ligája – 2. selejtezőkör | UEFA-bajnokok ligája – 2. selejtezőkör | UEFA-bajnokok ligája – 2. selejtezőkör |
| -------------------------------------- | -------------------------------------- | -------------------------------------- | -------------------------------------- | -------------------------------------- |
| 2010. július 13.                       | Kadriorg Stadion (i)                   | Levadia Tallinn                        | 1–1                                    | Rezes                                  |
| 2010. július 21.                       | Oláh Gábor utca (o)                    | Levadia Tallinn                        | 3–2                                    | Coulibaly, Yannick, Szakály            |
| UEFA-bajnokok ligája – 3. selejtezőkör |                                        |                                        |                                        |                                        |
| 2010. július 28.                       | Szusza Ferenc Stadion (o)              | Basel                                  | 0–2                                    |                                        |
| 2010. augusztus 4.                     | St. Jakob-Park (i)                     | Basel                                  | 1–3                                    | Coulibaly                              |
| Európa-liga – Rájátszás                |                                        |                                        |                                        |                                        |
| 2010. augusztus 19.                    | Városi Stadion (o)                     | Liteksz Lovecs                         | 2–0                                    | Coulibaly, Laczkó                      |
| 2010. augusztus 26.                    | Lovecs Stadion (i)                     | Liteksz Lovecs                         | 2–1                                    | Yannick, Czvitkovics                   |
| Európa-liga – Csoportkör               |                                        |                                        |                                        |                                        |
| 2010. szeptember 16.                   | Puskás Ferenc Stadion (o)              | Metaliszt Harkiv                       | 0–5                                    |                                        |
| 2010. szeptember 30.                   | Luigi Ferraris Stadion (i)             | Sampdoria                              | 0–1                                    |                                        |
| 2010. október 21.                      | Puskás Ferenc Stadion (o)              | PSV Eindhoven                          | 1–2                                    | Mijadinoszki                           |
| 2010. november 4.                      | Philips Stadion (i)                    | PSV Eindhoven                          | 0–3                                    |                                        |
| 2010. december 1.                      | Metaliszt Stadion (i)                  | Metaliszt Harkiv                       | 1–2                                    | Czvitkovics                            |
| 2010. december 16.                     | Puskás Ferenc Stadion (o)              | Sampdoria                              | 2–0                                    | Kabát (2)                              |

### Videoton
| Dátum                         | Stadion                       | Ellenfél                      | Eredmény                      | A Videoton gólszerzői         |
| Európa-liga – 2. selejtezőkör | Európa-liga – 2. selejtezőkör | Európa-liga – 2. selejtezőkör | Európa-liga – 2. selejtezőkör | Európa-liga – 2. selejtezőkör |
| ----------------------------- | ----------------------------- | ----------------------------- | ----------------------------- | ----------------------------- |
| 2010. július 15.              | ETO Park (o)                  | Maribor                       | 1–1                           | Horváth                       |
| 2010. július 22.              | Ljudski vrt Stadion (i)       | Maribor                       | 0–2                           |                               |

### Győri ETO
| Dátum                         | Stadion                       | Ellenfél                      | Eredmény                      | A Győri ETO gólszerzői        |
| Európa-liga – 1. selejtezőkör | Európa-liga – 1. selejtezőkör | Európa-liga – 1. selejtezőkör | Európa-liga – 1. selejtezőkör | Európa-liga – 1. selejtezőkör |
| ----------------------------- | ----------------------------- | ----------------------------- | ----------------------------- | ----------------------------- |
| 2010. július 1.               | Štadión pod Zoborom (i)       | Nitra                         | 2–2                           | Kink (2)                      |
| 2010. július 8.               | ETO Park (o)                  | Nitra                         | 3–1                           | Alekszidze, Nicorec, Kink     |
| Európa-liga – 2. selejtezőkör |                               |                               |                               |                               |
| 2010. július 15.              | Munajsi Stadion (i)           | Atirau                        | 3–01                          | Pilibaitis, Bugerra           |
| 2010. július 22.              | ETO Park (o)                  | Atirau                        | 2–0                           | Alekszidze, Nicorec           |
| Európa-liga – 3. selejtezőkör |                               |                               |                               |                               |
| 2010. július 29.              | ETO Park (o)                  | Montpellier Hérault           | 0–1                           |                               |
| 2010. augusztus 5.            | Stade de la Mosson (i)        | Montpellier Hérault           | 1–0 (h.u.)                    | Babić                         |
| Európa-liga – Rájátszás       |                               |                               |                               |                               |
| 2010. július 29.              | ETO Park (o)                  | Dinamo Zagreb                 | 0–2                           |                               |
| 2010. augusztus 26.           | Maksimir Stadion (i)          | Dinamo Zagreb                 | 1–2                           | Ceolin                        |

- 1. Az Atirau FK–Győri ETO-mérkőzés pályán elért 0–2-es eredményét a hazai csapatban jogosulatlanul szerepeltetett játékos miatt törölték, és 3–0-s arányban a Győri ETO-nak ítélték.[1][2]

### Zalaegerszegi TE
| Dátum                         | Stadion                       | Ellenfél                      | Eredmény                      | A ZTE gólszerzői              |
| Európa-liga – 1. selejtezőkör | Európa-liga – 1. selejtezőkör | Európa-liga – 1. selejtezőkör | Európa-liga – 1. selejtezőkör | Európa-liga – 1. selejtezőkör |
| ----------------------------- | ----------------------------- | ----------------------------- | ----------------------------- | ----------------------------- |
| 2010. július 1.               | Qemal Stafa Stadion (i)       | KF Tirana                     | 0–0                           |                               |
| 2010. július 8.               | ZTE Aréna (o)                 | KF Tirana                     | 0–1 (h.u.)                    |                               |

## Lásd még
- A Ferencvárosi TC 2010–2011-es szezonja
- A Győri ETO FC 2010–2011-es szezonja
- A Kecskeméti TE 2010–2011-es szezonja
- Az Újpest FC 2010–2011-es szezonja
- A Videoton FC 2010–2011-es szezonja
- A Zalaegerszegi TE FC 2010–2011-es szezonja